# На границе (фильм, 1938)
«На границе» — советский полнометражный чёрно-белый художественный фильм, поставленный на Киностудии «Ленфильм» в 1938 году режиссёром Александром Ивановым по материалам Петра Павленко.
Премьера фильма в СССР состоялась 2 декабря 1938 года.

## Сюжет
По литературным материалам П. Павленко. Фильм повествует о противостоянии советских патриотов на Дальнем Востоке белогвардейским шпионам и нарушителям границы. 

## В ролях
- Елена Тяпкина — Степанида Тарасовна Власова
- Зоя Фёдорова — Варвара Корнеевна Власова, дочь Степаниды
- Николай Крючков — Иван Николаевич Тарасов, комендант погранучастка
- Степан Крылов — Антон Иванович Михалков, командир отделения / белогвардеец
- Николай Виноградов — Ерофей Савельич Власов, деверь Степаниды
- Эраст Гарин — Волков, диверсант
- Юрий Лавров — Нумата, капитан японской армии

### В титрах не указаны
- Мичурин Николай — Никодим Панкратович Губин
- Вячеслав Волков — Трифонов-сын
- Ирина Зарубина — Катька
- Николай Кузьмин — гость на свадьбе
- Файвиш Аронес — эпизод
- Евгений Немченко — Усвах

## Съёмочная группа
- Сценарий и постановка — Александра Иванова
- Директор картины — Ефим Хаютин
- Главный оператор — Владимир Рапопорт
- Операторы — Михаил Ротинов, А. Тихонов
- Композитор — Венедикт Пушков
- Текст песни — Владимир Волженин
- Художник — Павел Зальцман
- 2-й художник — Л. Гельфанд
- Звукооператор — А. Гаврюшов
- Ассистенты режиссёра — Владимир Файнберг, В. Шелепень, Н. Петров
- Ассистенты оператора — Алексей Сысоев, А. Шехоботкин
- Администраторы — А. Димантов, А. Лапин
- Гримы — Василий Горюнов

## Признание и награды
- Орден Ленина (01.02.1939) — за фильм «На границе» (1938).
- Фильм был отобран для участия в дебютном Каннском кинофестивале 1939, который был прерван и не состоялся в связи с началом Второй мировой войны[2].